# Voima (Schiff)
Die Voima ist ein finnischer Eisbrecher mit Heimathafen Helsinki, der 1952 auf der Wärtsilä-Werft in Helsinki gebaut wurde.

## Technik und Ausstattung
Der 1954 in Dienst gestellte Eisbrecher wurde gegenüber früher gebauten Schiffen dieser Art deutlich verbessert. Vorn und achtern wurde er mit Doppelschrauben ausgestattet, damals eine Weltneuheit. Diese sollen durch entlang der seitlichen Bordwände strömendes Wasser die Reibung des Eises am Schiffskörper deutlich verringern. Die Voima verfügt über Krängungstanks mit Hochleistungspumpen, die 300 Kubikmeter Wasser in 45 Sekunden umpumpen können, sodass sie sich aus Packeis befreien kann.
Von 1977 bis 1978 wurde die Voima modernisiert und mit einer neuen Maschinenanlage versehen. Im Februar 1994 wurde das Schiff durch eine Kollision mit dem unter deutscher Flagge fahrenden Frachtschiff Alita schwer beschädigt. Die Schäden bedeuteten fast einen Totalverlust.

## Trivia
- Der Name Voima ist finnisch und bedeutet auf Deutsch Kraft, Stärke und Können.[1]
- Eine Schweizer Kommunikationsagentur hat sich nach diesem Schiff benannt.[2]